# Уистреам (кантон)
Уистреам (фр. Ouistreham) — кантон во Франции, находится в регионе Нормандия, департамент Кальвадос. Входит в состав округа Кан.

## История
До 2015 года в состав кантона входили коммуны: Бенувиль, Бленвиль-сюр-Орн, Бьевиль-Бёвиль, Кольвиль-Монгомери, Перьер-сюр-ле-Дан, Сент-Обен-д’Аркне, Уистреам.
В результате реформы 2015 года состав кантона был изменен. В него были включены отдельные коммуны упраздненных кантонов Дувр-ла-Деливранд и Крёлли.

## Состав кантона с 1 января 2017 года
В состав кантона входят коммуны (население по данным Национального института статистики за 2018 г.):
- Бенувиль (2 046 чел.)
- Бленвиль-сюр-Орн (5 942 чел.)
- Бьевиль-Бёвиль (3 476 чел.)
- Камб-ан-Плен (1 738 чел.)
- Кольвиль-Монгомери (2 496 чел.)
- Льон-сюр-Мер (2 498 чел.)
- Матьё (2 255 чел.)
- Перьер-сюр-ле-Дан (531 чел.)
- Сент-Обен-д’Аркне (1 068 чел.)
- Уистреам (9 250 чел.)

## Политика
На президентских выборах 2022 г. жители кантона отдали в 1-м туре Эмманюэлю Макрону 35,0 % голосов против 19,3 % у Жана-Люка Меланшона и 18,5 % у Марин Ле Пен; во 2-м туре в кантоне победил Макрон, получивший 68,3 % голосов. (2017 год. 1 тур: Эмманюэль Макрон – 29,8 %, Франсуа Фийон – 21,8 %, Жан-Люк Меланшон – 18,6 %, Марин Ле Пен – 15,8 %; 2 тур: Макрон – 75,1 %. 2012 год. 1 тур: Франсуа Олланд — 31,4 %, Николя Саркози — 28,9 %, Марин Ле Пен — 12,9 %; 2 тур: Олланд — 53,3 %).
С 2021 года кантон в Совете департамента Кальвадос представляют бывший вице-мэр города Уистреам Мишель Фрику (Michel Fricout) (Республиканцы) и врач Кристин Эвен (Christine Even) (Разные правые).
|                | Кандидаты                          | Партия                   | Первый тур | Первый тур     | Второй тур | Второй тур |
| Кол-во голосов | Кандидаты                          | Партия                   | % голосов  | Кол-во голосов | % голосов  |            |
| -------------- | ---------------------------------- | ------------------------ | ---------- | -------------- | ---------- | ---------- |
|                | Мишель Фрику Кристин Эвен          | Разные правые            | 2 927      | 29,22          | 5 184      | 52,67      |
|                | Софи Борнер Артур Делапорт         | Левый блок – Зелёные     | 2 656      | 26,51          | 4 658      | 47,33      |
|                | Клементина Ле Маррек Доминик Режар | Разные левые             | 2 051      | 20,47          |            |            |
|                | Жан-Ив Бозек Жослин Либан          | Национальное объединение | 1 452      | 14,49          |            |            |
|                | Фредерик Луанар Коринн Сурбет      | Прочие                   | 932        | 9,30           |            |            |

|                | Кандидаты                             | Партия                                    | Первый тур | Первый тур     | Второй тур | Второй тур |
| Кол-во голосов | Кандидаты                             | Партия                                    | % голосов  | Кол-во голосов | % голосов  |            |
| -------------- | ------------------------------------- | ----------------------------------------- | ---------- | -------------- | ---------- | ---------- |
|                | Клер Труве Мишель Фрику               | Союз за народное движение (Республиканцы) | 4 705      | 35,58          | 6 410      | 51,27      |
|                | Клементина Ле Маррек Даниэль Франсуаз | Социалистическая партия                   | 4 820      | 36,45          | 6 093      | 48,73      |
|                | Коринн Мен Оливье Пьер                | Национальный фронт                        | 2 718      | 20,56          |            |            |
|                | Маама Компаоре Армель Эрно            | Коммунистическая партия                   | 980        | 7,41           |            |            |